# 區塊鏈集團
區塊鏈集團, 前稱坪山茶葉集團有限公司，簡稱坪山茶葉集團（英語：Ping Shan Tea Group Limited，港交所除牌前：364、韓交所除牌前：950010），在1988年由蔡振榮家族在福建省石獅市創業專門在中國內地經營提供茶葉、布匹加工服務，紡紗及毛顫生產。該公司前身為「華豐環保紡織國際集團有限公司」、「華豐集團控股有限公司」和「華豐紡織國際集團有限公司」。
總部位於香港干諾道中200號信德中心西翼2105室，該股份為2002年8月30日於香港交易所主板上市。而在2007年11月26日於韓國交易所以韓國預託憑證上市，招股價為5600韩元，配售股份為600万股韩国存托股份，而集資額為336亿韩元，主要用來開拓擴充產能，也是首家來韓國上市的本港上市公司企業。但是在2015年10月21日退市，原因是長期交投欠佳。
2017年11月更改公司名稱為「區塊鏈集團」（Blockchain Group Company Limited）。
2019年10月份,澳洲小蜜蜂集团对区块链集团进行独家重组,并定于2020年重新复牌，但未能成事。
2021年8月10日上午9時起，聯交所宣布，區塊鏈集團因自2018年11月19日起已暫停買賣且未能於2020年5月19日或之前復牌，期間區塊鏈集團曾經申請覆核上市委員會的決定但無效，最後聯交所仍然根據《上市規則》第6.01A條將其除牌。

## 外部連結
- pingshantea.com.hk